# Aitor Garmendia
Aitor Garmendia Arbilla (Isasondo, Guipúzcoa, 3 de marzo de 1968) es un exciclista español que fue profesional entre 1990 y 2003.
Debutó como profesional en el Banesto, donde permaneció hasta 1995. Tras dos años en la ONCE, volvió a Banesto y finalizó su carrera en el Team Coast (2001-2003).
Corrió 8 Vueltas a España, 6 Tours de Francia y 1 Giro de Italia, aunque cosechó siempre resultados discretos en estas competiciones. Participó en el Mundial de ciclismo de 1995. Además de las victorias que obtuvo en su carrera, subió también al cajón en la Volta a Cataluña, Vuelta a Aragón, Vuelta a Alemania, Carrera de la Paz, Campeonato de España, Vuelta a Andalucía y Bicicleta Vasca. Destacó como contrarrelojista.

## Palmarés
| Aficionado 1988 - Vuelta a Palencia 1989 - Vuelta a Palencia Profesional 1990 - Gran Premio de Llodio 1994 - G.P. A Capital - 3.º en el Campeonato de España Contrarreloj - 1 etapa de la Volta a Cataluña 1995 - 3.º en el Campeonato de España Contrarreloj - 1 etapa del Trofeo Castilla y León 1996 - 1 etapa de la Vuelta a Aragón - Clásica de Ordizia 1997 - 1 etapa del Critérium Internacional - Vuelta a Aragón, más 1 etapa - Vuelta al Alentejo, más 1 etapa - Vuelta a Galicia, más 1 etapa | 1998 - Vuelta a Aragón, más 1 etapa - Vuelta a Castilla y León, más 1 etapa 2000 - 1 etapa de la Bicicleta Vasca 2001 - 3.º en el Campeonato de España en Ruta 2002 - 1 etapa de la Vuelta a Alemania - 1 etapa de la Volta a Cataluña |

## Resultados en Grandes Vueltas y Campeonato del Mundo
Durante su carrera deportiva consiguió los siguientes puestos en las Grandes Vueltas y en los Campeonatos del Mundo en carretera:
| Carrera         | Carrera         | 1990 | 1991 | 1992  | 1993 | 1994 | 1995 | 1996 | 1997  | 1998 | 1999 | 2000 | 2001 | 2002 | 2003  |
| --------------- | --------------- | ---- | ---- | ----- | ---- | ---- | ---- | ---- | ----- | ---- | ---- | ---- | ---- | ---- | ----- |
|                 | Giro de Italia  | —    | 89.º | —     | —    | —    | —    | —    | —     | —    | —    | —    | —    | —    | —     |
|                 | Tour de Francia | —    | —    | 108.º | Ab.  | —    | 95.º | 35.º | 63.º  | —    | —    | —    | —    | —    | 70.º  |
|                 | Vuelta a España | —    | —    | 46.º  | Ab.  | 72.º | —    | —    | 121.º | Ab.  | —    | —    | Ab.  | 85.º | 122.º |
| Mundial en Ruta | Mundial en Ruta | —    | —    | —     | —    | —    | Ab.  | —    | —     | —    | —    | —    | —    | —    | —     |

—: No participa

Ab.: Abandono

## Equipos
- Banesto (1990-1995)
- ONCE (1996-1997)
- Banesto (1998-2000)
- Coast/Bianchi (2001-2003)
  - Team Coast-Buffalo (2001)
  - Team Coast (2002-2003) (hasta mayo)
  - Team Bianchi (2003)